# Monte Dasinger
Il Monte Dasinger (in lingua inglese: Mount Dasinger) è una montagna antartica, alta 1.360 m, situata 12 km a nordest del Neith Nunatak, nella parte settentrionale del Neptune Range, che fa parte dei Monti Pensacola in Antartide. 
Il monte è stato mappato dall'United States Geological Survey (USGS) sulla base di rilevazioni e foto aeree scattate dalla U.S. Navy nel periodo 1956-66.
La denominazione è stata assegnata dall'Advisory Committee on Antarctic Names (US-ACAN) in onore del luogotenente James R. Dasinger, della U.S. Navy, che aveva soggiornato alla Stazione Ellsworth durante la sessione invernale del 1958.